# Der Klavierspieler vom Gare du Nord
Der Klavierspieler vom Gare du Nord ist ein französisch-belgisches Filmdrama von Ludovic Bernard aus dem Jahr 2018.

## Handlung
Mathieu Malinski ist ein Kleinkrimineller aus dem Pariser Banlieue, der jedoch eine Gabe hat: Er hat das absolute Gehör und spielt ohne professionelle Ausbildung hervorragend Klavier. Regelmäßig spielt er am öffentlichen Klavier auf dem Gare du Nord, wo er ebenso regelmäßig von der Polizei wegen vergangener Verbrechen gejagt wird. Auf dem Bahnhof wird Pierre Geithner, künstlerischer Leiter des Conservatoire National Supérieur de Musique, auf ihn aufmerksam und gibt ihm seine Visitenkarte, da er ihn gerne am Konservatorium aufnehmen will. Mathieu jedoch interessiert sich nicht dafür.
Eines Tages geht ein Einbruch seiner Gang schief, da Mathieu gedankenversunken am Klavier der Villa sitzen bleibt, anstatt vor der Polizei zu fliehen. Er wird zu sechs Monaten gemeinnütziger Arbeit verurteilt, die er auf Pierres Einsatz hin als Reinigungskraft am Konservatorium leistet. Pierre zwingt Mathieu dazu, neben seiner Putzarbeit auch Musikstunden bei Klavierlehrerin Elisabeth Buckingham zu nehmen, die die höheren Klassen unterrichtet und die alle nur „die Gräfin“ nennen. Diese bringt Mathieu schnell an den Rand des Aufgebens, weil sie ihm klarmacht, dass er ohne eine theoretische Basis nie wirklich gut sein wird. Pierre kämpft unterdessen um seine Stelle, da das Konservatorium immer weniger Bewerbungen erhält und Pierres Stil als altmodisch gilt. Pierre setzt alles auf das Talent von Mathieu und meldet ihn trotz interner Widerstände zum großen internationalen Klavierwettbewerb, dem Grand Prix d’Excellence, an. Mathieu soll dort den Kopfsatz aus Rachmaninoffs 2. Klavierkonzert spielen – eine Herausforderung, von der selbst die Gräfin, die schon bald von Mathieus Talent überzeugt ist, abrät. Auch Mathieu will nicht am Wettbewerb teilnehmen, ändert seine Meinung jedoch, als seine neue Liebe Anna, selbst Musikstudentin am Konservatorium, ihre Bewunderung ausdrückt.
Mathieu stürzt sich in die Proben, von denen weder seine Clique noch seine Mutter viel halten. Auch Pierres Ehefrau Mathilde steht Mathieu kritisch gegenüber, vermutet sie doch, dass Pierre mit der Unterstützung des Autodidakten nur den Verlust seines Sohnes verarbeiten will, der vor zwei Jahren verstorben ist. Sie redet Mathieu ins Gewissen und stellt sein Talent infrage. Mathieu plagen Selbstzweifel und so zieht er sich kurz vor dem Wettbewerb zurück. Erst der schwere Unfall seines kleinen Bruders David und das Zureden seiner Mutter, für David zu spielen, stimmen ihn um. In letzter Sekunde erreicht er den Wettbewerbsort und spielt vor der Jury und einem begeisterten Publikum.
Sechs Monate später tritt Pierre seine neue Stelle an einer New Yorker Musikhochschule an, und Mathieu tritt mit dem Orchester des Konservatoriums, darunter auch Anna am Cello, in New York City auf.

## Produktion
Der Klavierspieler vom  Gare du Nord war der dritte Spielfilm, bei dem Ludovic Bernard Regie führte. Die Idee zum Film kam ihm, nachdem er am Gare de Bercy einen eher unscheinbaren Jugendlichen sehr gut Klavier spielen gehört hatte. Als Einfluss auf die Vorlage des Films nannte Bernard das Filmdrama Good Will Hunting. Die Hauptrolle im Film übernahm Jules Benchetrit, Sohn von Samuel Benchetrit und Marie Trintignant, der für die Rolle täglich mehrere Stunden Klavier übte. Im Film ist schließlich der Kopfsatz des 2. Klavierkonzerts zu hören, das Benchetrits Klavierlehrerin Jennifer Fichet einspielte.
Die Dreharbeiten zum Film begannen am 7. Oktober 2017 und liefen bis Anfang Dezember 2017. Gedreht wurde überwiegend am Conservatoire municipal de musique in Courbevoie und im Kulturzentrum La Seine Musicale in Paris. Einzelne Szenen entstanden unweit der Kathedrale Notre-Dame de Paris, am Canal Saint-Martin und im Atrium de Chaville. Die Wettbewerbsszenen wurde in der Salle Gaveau in Paris gedreht. Vier Tage lang drehte das Team zudem im Gare du Nord. Die Kostüme schuf Marylin Fitoussi, die Filmbauten stammen von Philippe Chiffre.
Der Klavierspieler vom Gare du Nord erlebte am 24. August 2018 im Rahmen des Festival du film francophone d’Angoulême seine Premiere und lief am 26. Dezember 2018 in den französischen und belgischen Kinos an. Kinostart in Deutschland war am 20. Juni 2019. Zuvor war der Film in Deutschland unter anderem 2018 auf dem Braunschweig International Film Festival gezeigt worden.

## Synchronisation

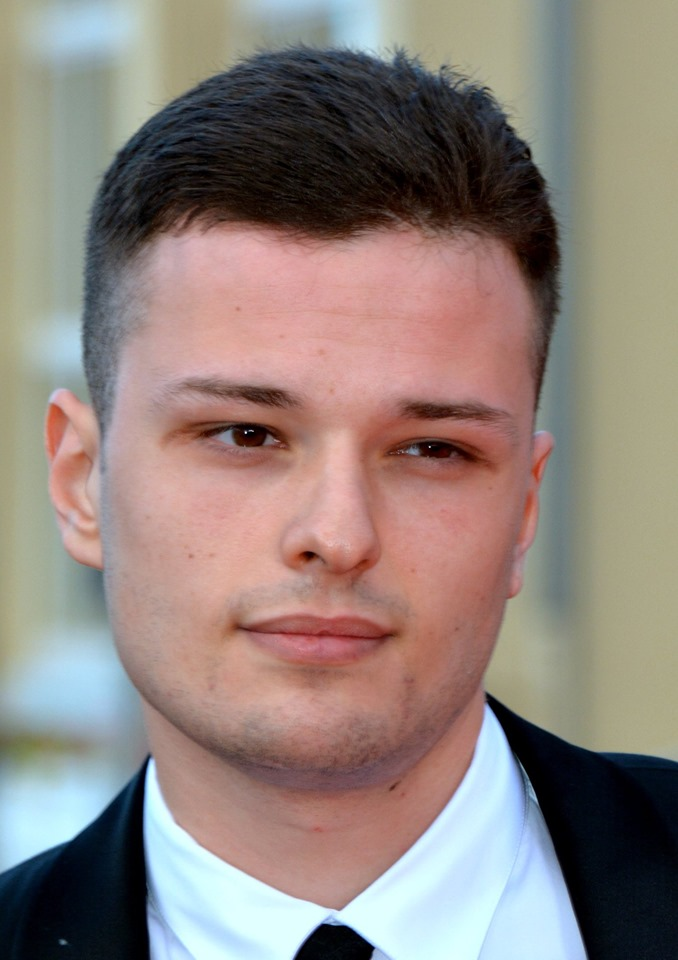
Jules Benchetrit, Darsteller des Mathieu

| Rolle                | Darsteller           | Synchronsprecher   |
| -------------------- | -------------------- | ------------------ |
| Pierre Geithner      | Lambert Wilson       | Bernd Vollbrecht   |
| Elisabeth Buckingham | Kristin Scott Thomas | Traudel Haas       |
| Mathieu Malinski     | Jules Benchetrit     | Jeremias Koschorz  |
| Mathilde Geithner    | Elsa Lepoivre        | Sabine Arnhold     |
| André Ressigeac      | André Marcon         | Stephan Hoffmann   |
| Driss                | Télesphore Teunou    | Karim El Kammouchi |
| Krista Malinski      | Vanessa David        | Antje Thiele       |

## Auszeichnungen
Ludovic Bernard	wurde auf dem Festival du film francophone d’Angoulême 2018 für den Preis Ciné et concert nominiert. Jules Benchetrit kam für seine Darstellung 2019 in die Vorauswahl für einen César als Bester Nachwuchsdarsteller.